# Abou Sofiane Draouci
Abu Sofiane Draouci, né le 22 avril 1960 en Algérie, est un ancien handballeur international algérien,,.
En clubs, il a notamment évolué au NA Hussein Dey et au MC Alger. En sélection d'Algérie, il a fait partie de l'équipe qui a dominé l'Afrique dans les années 1980
Reconverti au métier d'entraîneur en 1996, il a brièvement été sélectionneur de l'équipe d'Algérie et arpenté les pays du Golfe où il a exercé pendant plus de 16 ans remportant, notamment, la Coupe du Koweït, celle de l'Arabie Saoudite et celle du Qatar.

## Biographie
Natif d'Hussein-Dey, Abou Sofiane Draouci a commencé sa carrière sportive comme footballeur et handballeur simultanément au Nasr athlétique d'Hussein Dey avec deux licences dans la catégorie des minimes en 1972 alors qu'il avait juste douze ans. Passionné de football comme tous les garçons de son âge, il préfère finalement opter pour le jeu à sept en passant par toutes les catégories avec le maillot "sang et or" du NAHD, alors connu pour sa politique de formation et ses écoles des sports collectifs. De minimes en seniors, ses entraineurs hésitent pas à le faire jouer dans les catégories supérieures à son âge et ainsi faire de lui un ailier gauche redoutable et un international de talent.
L'année 1983 marque un tournant dans sa carrière sportive : il remporte la CAN, puis la médaille d'argent aux Jeux méditerranéens de 1983 et enfin est prêté au MC Alger lors de la Coupe d'Afrique des clubs champions 1983 qui est remportée par le club algérois. Les années suivantes, il participe avec l'Algérie aux Jeux olympiques 1984 (terminés à la 12e place) et au Championnat du monde 1986 (terminés à la 16e place).
En 1987, Draouci va donner plus de consistance à son jeu en signant au MC Alger avec lequel il va dominer l'Afrique durant une décennie avec notamment quatre Coupes d'Afrique des vainqueurs de coupe, cinq Championnats d'Algérie et quatre Coupes d'Algérie.
En 1993, il devient entraîneur en prenant en main les cadets du MC Alger en 1993, l'équipe nationale junior d'Algérie entre 1995 et 1997, au NA Hussein Dey entre 1996 et 1997 et en intégrant le staff de l'équipe nationale senior d'Algérie aux Jeux méditerranéens de 1997
Il prend ensuite la direction des pays du Golfe en commençant par le Club d'Al Ain puis Sharjah des Émirats Arabes Unis, ensuite le Koweït avec le Club de Fhihel puis Koweït City où il passera sept années remportant deux Coupes du Koweït. Il continue son chemin pour atterrir en Arabie saoudite qui fait appel à ses services par le biais du Club Al Qadissia avant d'opter pour le Qatar et le club d'Al Arabi de Doha.
Après plus de 16 ans à l'étranger, Abou Sofiane Draouci rentre en Algérie pour devenir consultant TV. Le 7 avril 2023, il est nommé entraîneur du MC Alger.

## Parcours de joueur

### En clubs
Sauf précision, les titres sont conquis avec le MC Alger.
Compétitions internationales
- Coupe d'Afrique des clubs champions
  - Vainqueur : 1983
- Coupe d'Afrique des vainqueurs de coupe
  - Vainqueur : 1988, 1991, 1992, 1993
  - Finaliste : 1989, 1990
- Vainqueur de la Coupe arabe des clubs
  - Vainqueur : 1989, 1991
  - Finaliste : 1993

Compétitions nationales
- Championnat d'Algérie
  - Vainqueur : 1988, 1989, 1990, 1991, 1992
- Coupe d'Algérie
  - Vainqueur : 1989, 1990, 1991, 1993
  - Finaliste : 1983 (avec NAHA), 1984 (avec NAHD), 1992

### En équipe nationale
Championnat d'Afrique
- Vainqueur du Championnat d'Afrique 1983

Jeux olympiques,
- 12e place aux Jeux olympiques 1984
- 10e place aux Jeux olympiques 1988

Championnats du monde
- 16e place au Championnat du monde 1986
- 16e place au Championnat du monde 1990

Jeux méditerranéens
- médaille d'argent aux Jeux méditerranéens de 1983

Championnat d'Afrique junior
- Médaille de bronze au Championnat d'Afrique junior 1980

## Parcours d'entraîneur

### Palmarès avec les clubs
- Vainqueur de la Coupe du Koweït : 2001 (avec  Al Fahaheel) [7]
- Finaliste de la Supercoupe des Émirats arabes unis : 2003 (avec  Al-Aïn Club)
- Finaliste de la coupe d'Arabie saoudite : 2006  (avec  Al-Qadisiya)
- Finaliste du Championnat de Bahreïn : 2010 (avec  Al Najma Club)
- Vainqueur de la Coupe Fédération du Qatar : 2012 (avec  Al Sadd)
- 3e place de la  Coupe arabe des clubs vainqueurs de coupe : 2014 (avec  Al Najma Club)
- Finaliste de la Coupe des vainqueurs de coupes du Golfe : 2016 (avec  Nadi Madhar)

### Palmarès avec l'équipe d'Algérie
- 7e place aux Jeux méditerranéens de 1997